# フリズスキャールヴ

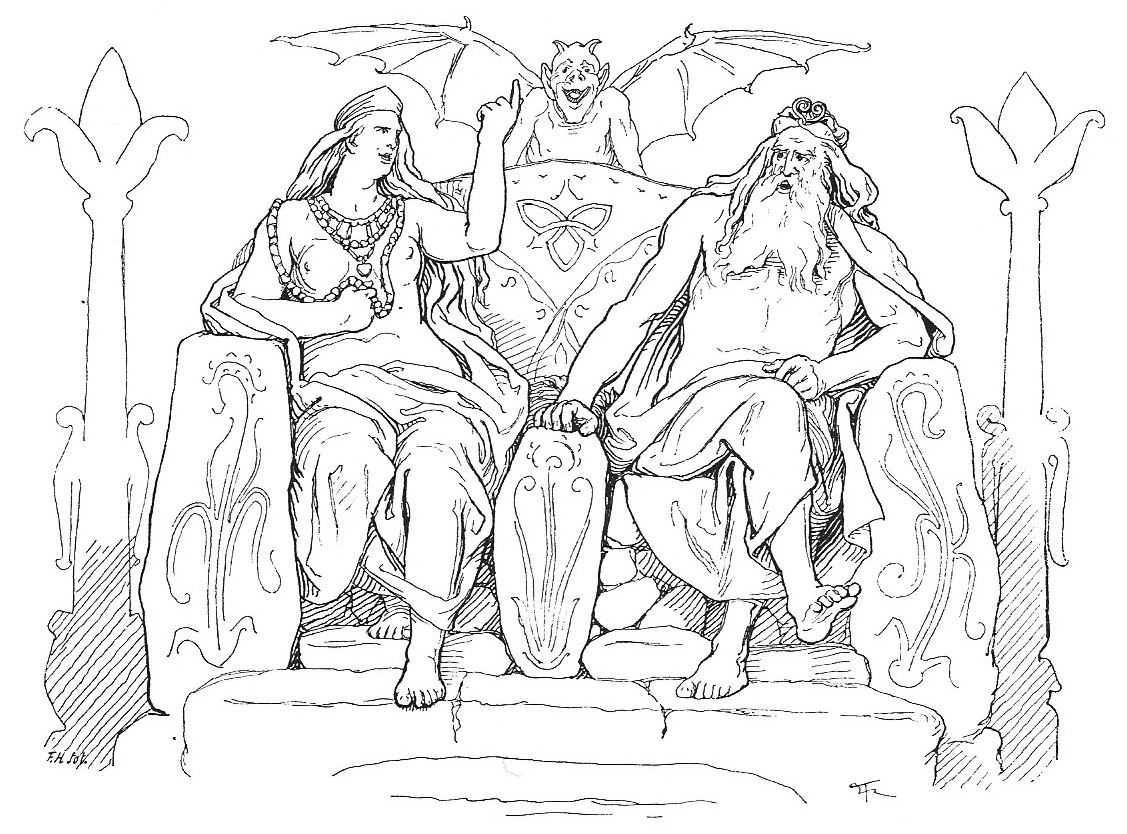
『グリームニルの言葉』での、オーディンとフリッグがフリズスキャールヴから世界を眺める場面。ローランス・フレーリクによる。

フリズスキャールヴ（古ノルド語: Hliðskjálf、しばしば英語化されてHlidskjalf）は、北欧神話に登場する、全世界を視界にとらえることができる高座で、主神オーディンのものである。
日本語表記では、フリズスキャルヴ、フリドスキャルブ、フリードスキアルヴ、フリッドスキャルフ、リズスキャルフとも。

## 『グリームニルの言葉』
『古エッダ』の『グリームニルの言葉』において、オーディンと妻フリッグの二人がフリズスキャールヴに座っていると、彼らはそれぞれの養子であるアグナルとゲイルロズ（巨人ではなく人間）を視界にとらえた。前者はフリッグの養子で女巨人と一緒に洞窟で暮らしており、後者はオーディンの養子で王であった。フリッグは夫オーディンに、ゲイルロズは客に対し無愛想でけちだと告発した。そのため、互いに自分の言うことが真実だと賭けた後に、オーディンはこの事態を解決すべくゲイルロズの元を訪ねるため出発した。

## 『ギュルヴィたぶらかし』
『散文のエッダ』第一部『ギュルヴィたぶらかし』の4箇所で、スノッリ・ストゥルルソンはこの高座に言及している。
最初にスノッリは、むしろ住居として紹介するようである。（第9章）
「フリズスキャールヴと呼ばれる住居がある。そして、万物の父がその高座に座った時、全世界を見渡し、あらゆる人々の行為を視界にとらえ、彼が見たすべての物事を知った。」
また、後のほうでは、フリズスキャールヴ自体が高座だとはっきりと謳っている。（第17章）
「ヴァーラスキャールヴと名付けられた、もう一つの巨大な住居があり、オーディンがそれを占有する。神々がそれを造り、純銀で葺いた。そして、その広間の中にあるのがフリズスキャールヴで、そのように呼ばれる高座である。万物の父がその高座に座るときはいつでも、地上すべてを眺めている。」
フリズスキャールヴに関する3番目の記載は、『スキールニルの歌』から引用したゲルズへの求婚をスノッリが語る箇所である（第37章。詳細は次節）。
最後にスノッリは、ロキがバルドルを殺したことで神々の元から逃げた後、オーディンがフリズスキャールヴから世界を眺めることで彼の潜伏先を発見したことを語っている。（第50章）

## 『スキールニルの歌』

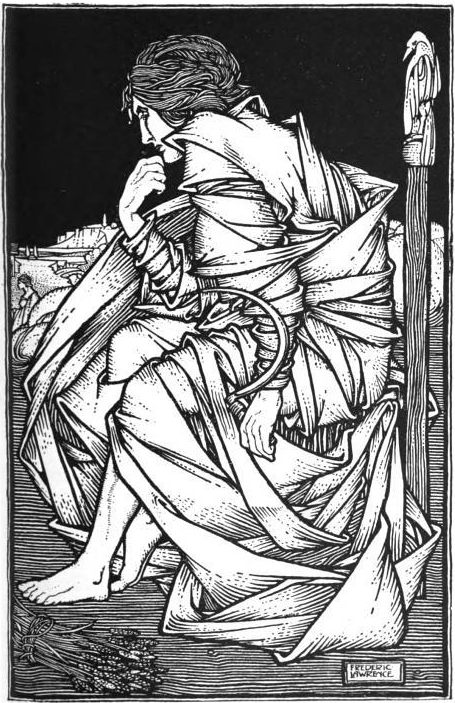
Frederic Lawrenceによって描かれた、フレイがフリズスキャールヴからゲルズを見つける場面。（1903年）

『古エッダ』の『スキールニルの歌』では、フレイがフリズスキャールヴに座り、ヨトゥンヘイムを眺め、美しい巨人女性ゲルズを視界にとらえ、たちまち恋に落ちた。